# Phyllophaga integra
Phyllophaga integra är en skalbaggsart som beskrevs av Thomas Say 1825. Phyllophaga integra ingår i släktet Phyllophaga och familjen Melolonthidae. Inga underarter finns listade i Catalogue of Life.